# Quanba (sockenhuvudort i Kina, Guizhou Sheng, lat 28,52, long 108,19)
Quanba (kinesiska: 泉坝, 泉坝乡) är en sockenhuvudort i Kina. Den ligger i provinsen Guizhou, i den sydvästra delen av landet, omkring 260 kilometer nordost om provinshuvudstaden Guiyang. Antalet invånare är 18 052. Befolkningen består av 8 840 kvinnor och 9 212 män. Barn under 15 år utgör 42 %, vuxna 15-64 år 49 %, och äldre över 65 år 7,0 %.